# اویالی
اویالی (قزاقی: Уялы) یک دریاچه در استان پاولودار کشور قزاقستان است.